# جی بی (خواننده)
لیم جه بوم (کره‌ای: 임재범؛ زادهٔ ۶ ژانویه ۱۹۹۴) که بیشتر با نام جی بی (کره‌ای: 제이비؛ انگلیسی: Jay B) و سابقاً با نام جی‌بی (انگلیسی: JB) شناخته می‌شود، خواننده، ترانه‌پرداز و بازیگر اهل کره جنوبی است. جی بی لیدر گروه پسرانه کره جنوبی گات‌سون و یکی از اعضای گروه دونفره جی‌جی پراجکت است. او نخستین بازیگری خود را در مجموعه تلویزیونی رؤیای بلند ۲ در سال ۲۰۱۲ انجام داد.

## فیلم‌شناسی

### مجموعه تلویزیونی
| سال  | عنوان                  | نقش             | توضیحات                                           | منابع |
| ---- | ---------------------- | --------------- | ------------------------------------------------- | ----- |
| ۲۰۱۲ | رؤیای بلند ۲           | جی‌بی/جانگ وو جه |                                                   |       |
| ۲۰۱۳ | وقتی یک مرد عاشق می‌شود | سو می جون       |                                                   |       |
| ۲۰۱۵ | دریم نایت              | جی‌بی            | درام آنلاین کره‌ای چینی توسط جی‌وای‌پی‌ئی و یوکو تودو |       |